# 香坂ゆう
香坂 ゆう（こうさか ゆう、8月18日 - ）は日本のイラストレーター。

## 作品リスト

### 小説挿絵
ライトノベル
コバルト文庫
- 桃源の薬シリーズ（山本瑤著）
- 夜来香幻想曲シリーズ（ひずき優著）
- 封印のエスメラルダシリーズ（山本瑤著）

C★NOVELSファンタジア
- 樹上のゆりかご（荻原規子著）

B's-LOG文庫
- プリンセスロードシリーズ（あすか著）
- バベルの歌姫シリーズ（夏目瑛子著）

角川ビーンズ文庫
- 金蘭の王国シリーズ（薙野ゆいら著）

もえぎ文庫ピュアリー
- 半熟退魔師シリーズ（池戸裕子著）

ルルル文庫
- ハウス・オブ・マジシャンシリーズ（メアリー フーパー著・中村浩美訳）

講談社X文庫ホワイトハート 青緑カラー
- 春の女神と銀雪の騎士（森崎朝香著）

ティーンズラブ小説
ティアラ文庫
- セルリアンの空の彼方に 黒伯爵に愛されて（津島澪著）
- 蒼月流れて華が散る―絶華の姫（南咲麒麟著）
- 魔法姫の結婚 炎の王と紫水晶の花嫁（ゆきの飛鷹著）

エタニティブックスRouge
- コイコエ。（伽月るーこ著）

講談社X文庫ホワイトハート ピンクカラー
- 身代わりウェディング（里崎雅著）
- スイート スイート ウェディング（里崎雅著）

TLスイートノベル（電子書籍のみ）
- 執事と秘密の恋 〜令嬢は優しい指先に囚われる〜（紫堂零著）
- 蜜月円舞曲 〜遅咲きの花は異国の騎士に愛でられる〜（紫堂零著）
- 天狗に嫁入りしちゃいます!?（深水かずは著）

魔法のiらんど♥うるおいノベル（電子書籍のみ）
- 悪魔部長と社畜なあたし♥（nokko著）
- アイ、イロイロ。（りん著）

### ゲーム
- メモアヤ（♂モット!!恋愛主義♀ / 携帯ゲーム）- キャラクターデザイン、原画、着色